# مصادرة الأراضي في الضفة الغربية
مصادرة الأراضي في الضفة الغربية (بالإنجليزية: Land expropriation in the West Bank)‏ يشير إلى الممارسات التي يستخدمها الاحتلال الإسرائيلي للاستيلاء على الأراضي الفلسطينية في الضفة الغربية المحتلة، وهو أمر بالغ الأهمية، إذ في الفترة من 1969 إلى 2019، أصدر الاحتلال الإسرائيلي أكثر من 1150 أمرًا بالاستيلاء العسكري وحده لهذا الغرض.
تم وضع الآليات التي استولى الاحتلال الإسرائيلي من خلالها على أراضي الضفة الغربية في عمل تفصيلي أجرته بتسيلم في عام 2002، وقد تم تأكيد العديد من الممارسات المحددة في تقرير ساسون لعام 2005، والذي ركّز على الإعانات الحكومية ودعم إنشاء البؤر الاستيطانية غير القانونية.

## آليات السيطرة على أراضي الضفة الغربية
وفقًا للتحليل الذي أجراه بتسيلم في عام 2002، هناك خمس آليات تم تبنيها اسرائيليًا للاستيلاء على الأراضي الفلسطينية من خلال اعتماد توليفة قانونية تشرعن السيطرة على الأرض. إذ إنّه في أعقاب حرب عام 1967، خاصة في ظل حكومات الليكود (1977-1984)، وبصرف النظر عن مصادرة الأراضي وأنظمة الاستيلاء على الأراضي وتقسيم المناطق وبعض المشتريات، قدم الاحتلال تعاريف قانونية لما كان يُعتبر "عامًا" وما كان يعتبر "خاصًا". " في الأراضي المحتلة.

### 1- الاستيلاء لأغراض عسكرية
برر الاحتلال الإسرائيلي سيطرته على جزء من أراضي الضفة الغربية باعتبارها ضروريةً للاحتياجات العسكرية العاجلة، إذ تم الاستيلاء على الكثير من الأراضي الخاصة ومصادرتها لإنشاء مستوطنات، وتم تبرير ذلك تحت حجّة أنّ المستوطنات المدنية تقوي «أمن» المنطقة على الرغم من أنّه وفقًا للقانون الدولي الإنساني العرفي، يُحظر مصادرة ممتلكات السكان من قبل قوة الاحتلال، باستثناء الحيازة المؤقتة.
بالرغم من عدة قرارات اتخذتها المحكمة العليا تقر فيها عدم شرعية السيطرة على الأرض، مثلما حصل في قرار المحكمة العليا بشأن آلون موريه  إلّا أنّ المصادرة استمرت؛ إذ تم بناء العديد من الطرق الالتفافية المؤدية إلى المستوطنات، مع ذكر الاحتياجات الأمنية، وقد أقرت محكمة الاحتلال ذلك.
وفقًا لدراسة أجرتها «درور إتكس» عام 2019، أسفرت أوامر الاستيلاء العسكرية، بناءً على المتطلبات العسكرية والأمنية المطالب بها، عن مصادرة أكثر من 100000 دونم من الأراضي الفلسطينية. 40 % من هذه الطلبات المؤقتة تم تسليمها إلى المستوطنات. حتى عام 1977، تم استخدام 28% من أوامر حكومة حزب العمال الحاكم للتسوية، بينما بعد فوز حزب الليكود، من 1977-1979، ارتفع الرقم إلى 73%.
تم بناء أرئيل في البداية على مساحة 4620000 متر مربع تم الاستيلاء عليها في الأصل لأسباب أمنية. في المناسبات الثلاث المتتالية التي أقيمت فيها الأسوار الأمنية، تضمنت مئات الدونمات من الممتلكات الزراعية الفلسطينية الخاصة. أرض اعتاد الرعاة من مردة على رعايتها 10000 حيوان، تاركين القرية بأرض لا تكاد تحمل 100 رأس من الماشية. وبالمثل، في تل رميدة في عام 2015، ضمنت الإغلاقات العسكرية للمستوطنين حرية المرور بينما يُحرم الفلسطينيون من زيارة أولئك المقيمين.
تمت العديد من عمليات المصادرة المبكرة على أراض فلسطينية خاصة، وأدى ذلك إلى تقديم شكوى بشأن مستوطنة في إيلون موريه، وقضت المحكمة العليا بأن هذه الممارسات محظورة باستثناء الأغراض العسكرية، إذ لا يُسمح للمدنيين إلا على ما يعرفه الاحتلال باسم «أراضي الدولة». لقد عزز هذا القرار بالفعل المشروع الاستيطاني لأن أي مكان استوطن فيه الإسرائيليون أصبح تلقائيًا منطقة أمنية تتطلب من الجيش ضمان سلامتهم. إحدى الأساليب المستخدمة هي طرد السكان الفلسطينيين الباقين من غور الأردن بإعلان الأرض التي يعملون فيها «منطقة إطلاق نار» (35% من المنطقة) مما يتطلب إخلاء السكان مؤقتًا.

### 2- توظيف القانون العثماني لعام 1858
إضافةً للاستيلاء على الأرض تحت مبررات عسكرية، فقد اعتمد الاحتلال الإسرائيلي على توظيفه للقوانين العثمانية لتبرير سيطرته على الأرض، إذ تم تبرير الاحتلال هنا من خلال تفسيراتها للمادتين 43 و 55 من لوائح لاهاي لعام 1907 وعلى أمر صدر عام 1967 لامتلاك وإدارة «القائد العسكري» حسب تقدير القائد العسكري. سيطر الاستيلاء الأول على أكثر من 13% من الضفة الغربية، ومن ثم حيازة الأراضي في القانون العثماني التي حددتها سلطات الاحتلال على أنها أنواع معينة من أراضي الميري والموات، والتي بلغت 26% من الضفة الغربية، إذ تم التعامل معها كأراضي دولة وبمنظور الملكية العامة، وليس أراضٍ لها ملكيات خاصة.
كان الفلسطينيون في الممارسة العملية يتجنبون في كثير من الأحيان تسجيل ممتلكاتهم في ظل الحكم العثماني، ويفضلون نظام الملكية الجماعية المحلية، والتهرب من الضرائب وتجنب التجنيد في الجيش. وهو ما استغله الاحتلال للسيطرة على الأرض، وتبعها الكثير من الإجراءات القانونية والمحاكم والدعاوى لإثبات الفلسطيني حق الملكية على الأرض، حتى إذا تم إثبات الملكية، فقد يتم رفض الطعن إذا قام الوصي للاحتلال الإسرائيلي بنقل الأرض في الوقت نفسه إلى تسوية.
في عام 1992 قام مايكل دوبر بحساب خصائص الوقف في الضفة الغربية الممتدة على 600000 دونم. بحلول عام 2013، قدرت سلطات الاحتلال مصادرة أكثر من 104,996 دونم من ممتلكات الوقف، معظمها حول أريحا. استولى الاحتلال من خلال إعلان أراضيها، على أراضٍ غير صالحة للزراعة على قمة التلال كي يستخدمها الرعاة. كما تم مصادرة أراضي قرية أم الخير بهذه الطريقة.

### 3- الاستيلاء على أملاك الغائبين/ الحاضرين الغائبين
تقوم هذه السياسة على السيطرة على أراضي وأملاك الغائبين الذين تم تهجيرهم قبل وبعد وأثناء حرب عام 1967، إذ هناك حظر لإعادة الغائبين إلى أراضي الدولة، وحتى لو تمكن اللاجئ من إثبات ملكيته للأرض، وأنه كان مقيماً في الأراضي المحتلة من الضفة الغربية، فإنه لا يستطيع إعادة امتلاكه للأرض وانتفاعه منها، كما في حالة بيت حورون. وفي قضية برقان، حيث تم الاعتراف بالملكية القانونية للمدعي محمد برقان لمنزله السابق في الحي اليهودي، لكن رفضت المحكمة العليا للاحتلال طلبه بالسماح له بالعودة إلى منزله على أساس أن المنطقة التي يقع فيها لها «أهمية تاريخية خاصة» لليهود.
بموجب الأمر العسكري رقم 59 الصادر في 31 يوليو 1967، أكد القائد للاحتلال أن أراضي الدولة ستكون أيا كانت الأرض التي ينتمي إليها الأردن أو هيئاته القضائية. وفُرضت قيود كاسحة تتطلب تفويضًا عسكريًا لأي معاملات أرضية. وبدلاً من تولي مهمة كونها الوصي على تلك الممتلكات حتى انتهاء الاحتلال، اختار الاحتلال الإسرائيلي نقل استخدام الأراضي غير المسجلة إلى المستوطنين اليهود، وعلى هذا الأساس، من عام 1967 إلى عام 1984، طلبت حكومة الاحتلال ما يقدر بنحو 5,500,000 دونم، أو ما يقرب من نصف المساحة الإجمالية للضفة الغربية، مع تخصيص جزء كبير من الأرض لمناطق التدريب والتخييم العسكرية. من خلال تعريف مناطق مثل «أراضي الدولة» تم منع استخدامها من قبل الفلسطينيين. بدأت الموجة الأولى من مصادرة الأراضي خارج أسوار القدس في يناير 1968، عندما صودرت 3800 دونم من الأراضي الفلسطينية الخاصة لمجمع قلنديا الصناعي وتمكّن من بناء 6000 شقة في منطقتي التلة الفرنسية ورامات إشكول. بحلول عام 1983، تم حساب المصادرة لتمديد أكثر من 52% من الأراضي، ومعظم أراضيها الزراعية الرئيسية، وقبل اتفاقات أوسلو عام 1993، كانت هذه المصادرات تشمل أكثر من ثلاثة أرباع الضفة الغربية.

### 4- المصادرة للمنفعة العامة
تبنّى الاحتلال جزءًا من القانون الأردني الذي يشترط أن يتم تخصيص الجرائد المخصصة للممتلكات للسماح لمالكي الأراضي 15 يومًا بالاستئناف، مع تعديل الاتجاه العام بإلغاء البند المتعلق بالإخطار المسبق الذي ظل ساري المفعول لمدة 12 عامًا. أي طعن، في القانون الأردني تحت ولاية محكمة محلية، كان يجب تقديمه إلى القائد العسكري للاحتلال. عند الاستئناف، كان الاحتلال الإسرائيلي ملزم بالإخطار، لكن فعل ذلك فقط للمختار المحلي، وليس للأشخاص المتضررين.
وبذلك، عمل الاحتلال على تضييق فرص إعادة امتلاك الفلسطينيين لأراضهيم، وقد تم استخدام هذه الحجة لمصادرة الأراضي لشبكة الطرق التي تخدم المستوطنات، والتي بررها الاحتلال بالمطالبة في المحكمة بأنها خدمت أيضًا الاحتياجات الفلسطينية المحلية. من بين 40.000 دونم أعيد تحديدها لتخصيص 45 مستوطنة، في دراسة واحدة من 73 أمر مصادرة، يتم استخدام أقل من نصف (43%) فعليًا في المناطق المبنية أو في الزراعة الاستيطانية. أما النسبة المتبقية، وهي 57%، وهي أرض فلسطينية تقنيًا تحت أوامر عسكرية مؤقتة لأغراض عسكرية، فهي فارغة. منذ صدور حكم قضائي في عام 1989، كانت الأرض المضبوطة تتحمل تاريخ انتهاء الصلاحية للاستيلاء. عند انتهاء الصلاحية، يتم إصدار أوامر جديدة لتمكين الامتدادات.
إحدى التقنيات المبتكرة في عام 1999 جاءت من مستوطنين يشكون من ضعف استقبال الهواتف المحمولة. وأشاروا إلى تل قريب، حاولوا الاستعمار في وقت سابق، كموقع مناسب للهوائيات. علاوة على ذلك، زعموا أنه كان موقعًا كتابيًا، على الرغم من أن الحفريات لم تسفر إلا عن آثار بيزنطية. أعلن جيش الإحتلال أن الهوائي سيشكل مشكلة أمنية، ثم صادر الموقع من مالكيه، قرويي برقا وعين يبرود في رام الله، الذين رعوا الأغنام وزرعوا التين والعنب هناك. بعد ذلك انتقل المستوطنون إلى موقع ميغرون غير القانوني.

### 5- الاستحواذ على الأراضي في السوق الحرة
فرض الأمر العسكري رقم 25 قيودًا صارمة على مبيعات الأراضي في الضفة الغربية ولمدة عشر سنوات فقط قام الصندوق القومي اليهودي بالمشتريات. من المحظور بموجب القانون الفلسطيني والعرف بيع الأراضي للمحتلين، وهي حقيقة تستلزم إيجاد مجموعة متنوعة من الأساليب لنقل الممتلكات دون أن تكون عملية البيع مرئية لفترات طويلة. بعد ذلك، أحدثت تغييرات في القانون الذي أدخله ليكود مئات من حالات البيع الاحتيالي، حيث وجد العديد من الفلسطينيين الأرض التي عملوا على بيعها على ما يبدو فقط عندما لاحظوا وجود جرارات في العمل على الممتلكات.

## دوافع الاستيطان في الضفة الغربية
إنّ إحدى أهم ما يميز الاستعمار الصهيوني عن غيره من صور وأشكال الاستعمار هو الاستيطان والسيطرة على الأرض، ليس فقط في حدود الاستفادة من خيرات الأرض، إنما لارتباطه بأهداف أخرى لها علاقة بدوافع تاريخية ودينية، وغيرها من دوافع اقتصادية وعسكرية وأمنية وسياسية واجتماعية، وقد تم استخدام هذه الدوافع لبناء رواية داخلية تزرع لدى المستوطنين ضرورةً للسيطرة على الأرض، وكما تم استخدامها لبناء رواية للعالم لشرعنة سياساتها للسيطرة على الأرض، يمكن تناولها كما يلي:

### 1- دوافع تاريخية ودينية
تقدم إسرائيل نفسها كدولة لجميع يهود العالم، ولا تتردد في بذل كل ما تمتلكه من جهود وطاقات لدفع يهود العالم الهجرة إليها، وهذا يتطلب منها توفير مخزون واسع من الأرض للتوسع واستيعاب المهاجرين، كما إنّ إسرائيل -خاصةً الأحزاب اليمينية فيها- تعتمد على رواية لاهوتية حول أحقيّتها في امتلاك الأرض وهذا بدوره يشكّل دافعا أيديولوجيا للسيطرة على الأرض، إذ تنظر للمستوطنين الذي يعيشون في أراضي الضفة المصادرة، كأبطال ومضحين.
يبرز ذلك من خلال قراءة الثيمة الدينية في المستوطنات، إذ إنّه وحسب تقرير مركز الإحصاء الفلسطيني لعام 2010 حول «المستعمرات الإسرائيلية في الأراضي الفلسطينية»، يعيش في المستوطنات ذات الطابع الديني حوالي 23,335 مستوطن أما في المستوطنات ذات الطابع العلماني 11,774 مستوطن.

### 2- دوافع أمنية:
إنّ أحد أهم دوافع الاستيطان في الضفة الغربية يرتبط بالأسباب الأمنية، إذ إنّ عملية مصادرة الأراضي ليست عشوائية، إنما منظمة وممنهجة وتتم ضمن رؤى أمنية، فمثلاً يسعى الاحتلال الإسرائيلي إلى الاستيلاء على أهم المواقع الجغرافية في الضفة الغربية والتي تتميز بارتفاعها وقدرتها على كشف المنطقة المحيطة، إضافةً إلى المناطق التي تربط شمال الضفة الغربية بوسطها، أو وسط الضفة الغربية بجنوبها، كما يوجد هناك نماذج للسيطرة على أراضي أريحا مع الحدود مع الأردن، والهدف من ذلك هو بناء جدار أمني لمنع تهريب الأسلحة من الأردن، كما إنّ شكل انتشار المستوطنات يرتبط جوهرياً بالعقيدة الإسرائيلية العسكرية حول قدرة جيشها الوصول لأي منطقة فيها حدث أمني بأقل من دقيقة، وهذا يتطلب منها وجود مواقع عسكرية في كل جغرافية الضفة، ويحققون ذلك من خلال استغلال المستوطنات لهذا الغرض.

### 3-دوافع سياسية
تصب عملية مصادرة الأراضي في الضفة الغربية في صلب الأهداف السياسية، إذ إنّ الجغرافية السياسية التي تحكم انتشار المستوطنات في الضفة الغربية وعزلها عن القدس من جهة، وعزلها عن الأردن وغزة من جهةٍ أخرى، إضافةً إلى عزلها عن الأراضي المحتلة عام 1948، وصولاً إلى عمليات عزل مدن الضفة عن بعضها البعض، جميعها تساهم في تشتيت الشعب الفلسطيني، وهي بذلك تحوّل فلسطين لجغرافيات متذررة يسهل تفكيكها والسيطرة عليها على المستوى السياسي والعسكري والاقتصادي أيضاً.

### 4-دوافع اقتصادية
إنّ السيطرة على المياه والسيطرة على الأراضي الزراعية شكّل أحد ركائز المطامع الاقتصادية في السيطرة على أراضي الضفة الغربية، إذ إنّ إسرائيل تسيطر على 68% من مخزون مياه الضفة الغربية، كما يتم الاستفادة من أراضي المستوطنات للزراعة وإنتاج المحاصيل التي تساهم في تعزيز اقتصاد إسرائيل.

## أثر الاستيطان على الحياة السياسية والاقتصادية في الضفة الغربية
للاستيطان في الضفة الغربية آثار تدميرية على مجمل مظاهر التنمية، سواء الاقتصادية، أو السياسية، أو الاجتماعية، والتي تشكّل في مجملها المرتكزات الأساسية للتنمية السياسية، إذ إنّ الاستيطان يسيطر على الأرض ومواردها الطبيعية، كما يساهم الاستيطان في عزل مدن الضفة الغربية عن بعضها البعض، إضافةً إلى تعميق تبعية أهالي الضفة الغربية للاحتلال؛ من خلال الحاجة إلى العمل في المستوطنات، أومن خلال ربط البنى التحتية للضفة الغربية بالمشاريع الاستيطانية.
عمل الاحتلال على دعم الاقتصاد في المستوطنات وإنشاء المناطق الصناعية فيها والتخفيف من الضرائب، الذي بدوره يعمل على توفير فرص عمل لأهالي الضفة الغربية بأجور متدنية، وهو بذلك يخدم الاحتلال بتقليل تكاليف الإنتاج الصناعي مما يمكّن من إنتاج وتسويق المنتجات بأسعار منافسة للمنتجات الموجودة في الضفة الغربية، ما يعني ضرب اقتصاد الضفة الغربية، ومن جهةٍ أخرى يعمل على ربط أهالي الضفة الغربية باقتصاد الاحتلال. إضافةً إلى الإنتاج الزراعي في المستوطنات الذي بدوره يؤثر بشكل مباشر على ما تبقى من أراضي زراعية ومزارعين في الضفة الغربية، وكل ذلك يخدم في الحفاظ على تبعية الاقتصاد الفلسطيني للاقتصاد الإسرائيلي، وهو ما ينعكس على التنمية السياسية والاجتماعية الفلسطينية؛ إذ لا يمكن فصل البنى الاقتصادية عن البنى السياسية والبنى الاجتماعية التي تتحرك في داخلها.
يمتد أثر الاستيطان ليشمل تحويل ما تبقى من أراضي الضفة الغربية القريبة من المستوطنات إلى مكبات نفايات، كما هو الحال في مكب أبو ديس، إضافةً إلى أنّ التواجد الاستيطاني يشكّل حالة خوف لدى الفلسطيني الذي لا يتمكن من الذهاب إلى أرضه في موسم قطف الزيتون خشية أن يتعرض له المستوطنون، وكل ذلك يساهم في إعاقة التنمية الاقتصادية، ويساهم أيضاً في فصل الفلسطيني عن أرضه. علاوةً على ذلك، فإنّ الاستيطان يساهم في السيطرة على مياه الضفة الغربية لصالح المستوطنات، الذي بدوره يضعف العملية الإنتاجية الزراعية لندرة المياه التي يتحكم فيها الفلسطيني. فمثلاً من يناير 2013 إلى 2017، تم إصدار 140 أمرًا بترك المجتمعات لترك منازلها، مع قطعانها، وأحيانًا في منتصف الشتاء. بالإضافة إلى ذلك، تمت مصادرة صهاريج المياه وخطوط أنابيب مياه الينابيع والألواح الشمسية والآلات الزراعية مما تسبب في حدوث اضطرابات في اقتصادها المحلي وانعدام الأمن المستمر حول مستقبلها. لا تحتل المستوطنات الإسرائيلية أكثر من 0.0041% من وادي الأردن وشمال البحر الميت، لكن الأراضي المخصصة لاستخدامها في المستقبل كمناطق بلدية أكبر 28 مرة، تغطي 11.8% من إجمالي المساحة.

## الملاحظات
1. ↑  "Sasson implicated the full range of authorities—military and civilian—in breaking the law and pointed to the Civil Administration of the OPT as the hub of illegality."[4]
2. ↑  Speaking of one family among the tens of thousands of Bedouins expelled from the النقب by Israel in 1948, بن إرينريك writes: "Eid's grandfather...brought his family and his flocks to the rocky hilltop called Umm al-Kheir, which translates roughly as 'Mother of Goodness'. He purchased the land for the price of one hundred camels from farmers who lived in يطا, the nearest city of any size. But when the Israelis occupied the West Bank in 1967, they began to selectively apply certain Jordanian laws based in the Ottoman Land Code of 1858, which ruled that any acreage left uncultivated for three consecutive years – hilltops were rarely farmed –  would revert to the state, which could transfer the land to private owners, meaning settlers. In this way, Israel had confiscated nearly 40 percent of the West Bank's landmass by the early 1990s."[15]

1. 1 2 3 4  Hass 2019.
2. ↑  Lein & Weizman 2002، صفحات 37–63.
3. ↑  Galnoor 2010، صفحات 138–139.
4. ↑  Shafir 2017، صفحات 74–75,74.
5. ↑  Lustick 2018، صفحات 10–11.
6. ↑  Lein & Weizman 2002، صفحات 48–51.
7. ↑  Lein & Weizman 2002، صفحة 50.
8. 1 2  HRW 2016.
9. ↑  AI 2018، صفحة 210.
10. ↑  Nicoletti & Hearne 2012، صفحة 15.
11. ↑  Playfair 1988، صفحة 410.
12. ↑  Lein & Weizman 2002، صفحة 54.
13. ↑  Lein & Weizman 2002، صفحة 57.
14. ↑  Musaee et al. 2014، صفحات 25,34.
15. ↑  Ehrenreich 2016، صفحة 292.
16. 1 2  Lein & Weizman 2002، صفحة 59.
17. ↑  Abowd 2000، صفحة 13.
18. ↑  Shehadeh 1985b، صفحات 47–48.
19. ↑  Algazy 1985، صفحة 66.
20. ↑  World Bank 2008، صفحة 49.
21. ↑  Matar 1981، صفحة 94.
22. ↑  Kadri 1998، صفحات 517–518.
23. ↑  Lein & Weizman 2002، صفحات 60–61.
24. ↑  Weizman 2012، صفحات 1–2 ?
25. ↑  Lein & Weizman 2002، صفحات 62–63.
26. ↑  كرباج، يوسف؛ شحادة، إمطانس؛ صعابنة، عميد (2015). "الاستيطان الإسرائيلي في الضفة الغربية و القدس : خصائص ديموغرافية و سياسات الدعم المالي". سياسات عربية ع. 17: 28–50. DOI:10.12816/0026986. ISSN:2307-1583. مؤرشف من الأصل في 2018-06-02.
27. ↑  "المستعمرات الإسرائيلية في الأراضي الفلسطينية - التقرير السنوي للعام 2010" (PDF). الجهاز المركزي للإحصاء الفلسطيني. 2011-08. ص. 32. مؤرشف من الأصل (PDF) في 15 نوفمبر 2018. اطلع عليه بتاريخ 2021-04-27. {{استشهاد ويب}}: تحقق من التاريخ في: |تاريخ= (مساعدة)
28. ↑  B'Tselem 2017.
29. ↑  Hareuveni 2011، صفحة 9.